# Entheus priassus
Entheus priassus is een vlinder uit de familie van de dikkopjes (Hesperiidae). De wetenschappelijke naam is gepubliceerd in 1758 door Carl Linnaeus in de tiende editie van Systema naturae.